# 7e régiment de ulans
Pour les articles homonymes, voir 7e régiment.
Le 7e régiment de ulans, connu à partir de 1897 comme 7e régiment de ulans « archiduc François-Ferdinand », est une unité de l'Armée commune austro-hongroise. Ce régiment est créé en 1759 sous le nom de régiment de chevaux-légers « Löwenstein (de) » et est dissous en 1918.

## Création et différentes dénominations
- 1758 : formation de compagnies de chevaux-légers au sein du régiment de dragons « Löwenstein »[1]
- 1759 : deviennent régiment de chevaux-légers « Löwenstein » (Chevaux-legers-Regiment „Löwenstein“)[2]
- 1781 : régiment de chevaux-légers « Richecourt »[2]
- 1789 : régiment de chevaux-légers « Karaczay »[2]
- 1798 : devient 4e régiment de dragons légers « Karaczay » (leichtes Dragonerregiment „Karaczay“ Nr. 4)[2]
- 1801 : 4e régiment de dragons légers « Hohenzollern-Hechingen »[2]
- 1802 : devient 2e régiment de chevaux-légers « Hohenzollern-Hechingen » (Chevaux-legers-Regiment „Hohenzollern-Hechingen“ Nr. 2)[2]
- 1844 : 2e régiment de chevaux-légers « Hohenzollern-Hechingen »[2]
- 1848 : 2e régiment de chevaux-légers « archiduc Charles-Louis »[2]
- 1851 : devient 7e régiment de ulans « archiduc Charles-Louis » (Ulanenregiment „Erzherzog Karl Ludwig“ Nr. 7)[2]
- 1897 : 7e régiment de ulans « archiduc François-Ferdinand »[2]
- 1918 : dissous

## Historique
En février 1758,  les chevaux les plus légers du régiment de dragons « Löwenstein » sont regroupées dans six compagnies de « chevaux-légers ». En mars 1759, ces compagnies sont séparées du régiment de dragons et sont regroupées dans un régiment de chevaux-légers.

## Uniforme
À la formation de leur unité, les chevaux-légers reçoivent un uniforme avec veste vert gazon, couleur distinctive rouge, gilet rouge, hauts-de-chausses rouges, boutons jaunes. La coiffure est un casquet (de). Lors de la réforme des uniformes de 1767, la coupe de la veste suit les mêmes évolutions que celle des régiments de dragons. En 1798, le régiment reçoit une veste vert foncé à couleur distinctive rouge et boutons blancs, couleurs conservées en 1802 lorsque le régiment redevient un régiment de chevaux-légers,.
Le 9e régiment de ulans porte la ulanka (de) vert foncé commune aux ulans et se distingue par la couleur vert foncé de sa chapska et ses boutons blancs. Entre 1865 et 1867, les ulans reçoivent une nouvelle ulanka, bleu foncé et le régiment conserve ces couleurs d'uniforme jusqu'à l'apparition d'uniformes de campagne vers 1915-1916.